# Liste der Staatsoberhäupter Georgiens
Staatsoberhäupter Georgiens:

## Georgien in Antike, Mittelalter, früher Neuzeit

### Dynastie derParnawasiden(299 v. Chr.–30 v. Chr. und 1 n. Chr.–189 n. Chr.)
| Amtszeit        | Name                           | Bemerkung                               |
| --------------- | ------------------------------ | --------------------------------------- |
| 299–234 v. Chr. | Parnawas I.                    |                                         |
| 234–159 v. Chr. | Saurmag I.                     |                                         |
| 159–109 v. Chr. | Mirian I.                      | Schwiegersohn von Saurmag I.            |
| 109–90 v. Chr.  | Parnajom                       |                                         |
| 90–78 v. Chr.   | Arschak I.                     |                                         |
| 78–63 v. Chr.   | Artag                          |                                         |
| 63–30 v. Chr.   | Bartom (P'arnawas II.)         |                                         |
| 30–20 v. Chr.   | Mirian II.                     | Dynastie der Nimrodiden                 |
| 20 v. Chr.–1    | Arschak II.                    | Dynastie der Nimrodiden                 |
| 1–58            | Parsman I. (Aderk)             |                                         |
| 58–106          | Mirdat I.                      |                                         |
| 106–116         | Amazasp I.                     |                                         |
| 116–132         | Parsmen II. (Parsman) der Gute | besucht Kaiser Hadrian in Rom (Denkmal) |
| 132–135         | Radamist (Adam)                |                                         |
| 135–185         | Parsmen II.                    |                                         |
| 185–189         | Amazasp II.                    |                                         |

### Dynastie derArsakiden(189–284)
| Amtszeit | Name                 | Bemerkung    |
| -------- | -------------------- | ------------ |
| 189–216  | Rev I., der Gerechte |              |
| 216–234  | Vač'e                | Sohn Revs    |
| 234–249  | Bakur I.             | Sohn Vač'es  |
| 249–269  | Mirdat II.           | Sohn Bakurs  |
| 260–265  | Amazasp III.         | Gegenkönig   |
| 265–284  | Asp'agur I.          | Sohn Mirdats |

### Dynastie derChosroiden(284–nach 807)
| Amtszeit | Name                   | Bemerkung                                                   |
| -------- | ---------------------- | ----------------------------------------------------------- |
| 284–361  | Mirian III.            | Sohn des persischen Großkönigs 337 Annahme des Christentums |
| 345–361  | Rev II.                | Mitregent seines Vaters                                     |
| 361–363  | Saurmag II.            | Diarch                                                      |
| 363–365  | Aspacur II.            | (Waraz Bakur I.)                                            |
| 365–380  | Mirdat III.            | (370/78 Diarch); Teilung des Landes                         |
| 380–394  | Aspacur III.           | (Waraz Bakur II.)                                           |
| 394–406  | Tirdat I.              |                                                             |
| 406–409  | Parsman IV.            |                                                             |
| 409–411  | Mirdat IV.             |                                                             |
| 411–435  | Artschil I.            |                                                             |
| 435–452  | Mirdat V.              |                                                             |
| 452–522  | Wachtang I. Gorgassali |                                                             |
| 522–534  | Datschi                | mögl. Teilherrscher: 522?–526 Gurgenes                      |
| 534–547  | Bakur II.              |                                                             |
| 547–561  | Parsman V.             |                                                             |
| 561–?    | Parsman VI.            |                                                             |
| ? –580   | Bakur III.             | Das Königtum in Kartlien-Iberien wird abgeschafft           |

#### Die Fürsten von Kartlien-Iberien (Chosroiden und Bagratiden)
| Amtszeit        | Name                            | Bemerkung                                                   |
| --------------- | ------------------------------- | ----------------------------------------------------------- |
| um 575–ca. 590  | Guaram I. Kuropalat             | Fürst von Tao-Klardschetien, Enkel Wachtangs I., Bagratiden |
| um 590–627      | Stefanos I.                     | Fürst von Tao-Klardschetien, Bagratiden                     |
| 627–637/42      | Adarnase I. Patrikios           | Fürst von Kachetien                                         |
| 637/42–ca. 650  | Stefanos II. Patrikios          | Fürst von Kachetien                                         |
| ca. 650–684/85  | Adarnase II. Patrikios          | Fürst von Kachetien                                         |
| 684/85–vor 693  | Guaram II. Kuropalat            | Fürst von Tao-Klardschetien                                 |
| vor 693–ca. 748 | Guaram III. Kuropalat der Junge | Fürst von Tao-Klardschetien                                 |
| ca. 748–ca. 760 | Adarnase III. Kuropalat         |                                                             |
| ca. 760–779/80  | Nerse I.                        | (772/75 Gefangener des Kalifen)                             |
| 780–786         | Stefanos III.                   | Fürst von Tao-Klardschetien                                 |
| 786–809         | Aschot I.                       | Fürst von Tao-Klardschetien                                 |

#### Die Fürsten von Kachetien (Chosroiden)
| Amtszeit       | Name                   | Bemerkung              |
| -------------- | ---------------------- | ---------------------- |
| um 580–637/42  | Adarnase I. Patrikios  | Sohn König Bakurs III. |
| 637/42–ca. 650 | Stefanos I. Patrikios  |                        |
| ca. 650–684/85 | Adarnase II. Patrikios |                        |
| 685–736        | Mirian IV.             |                        |
| 736–786        | Artschil der Märtyrer  |                        |
| 786–nach 807   | Dschuanscher           |                        |

### Kuropalate (Bagrationi-Dynastie)
Hoher byzantinischer Ehrentitel
| Amtszeit | Name                | Bemerkung                      |
| -------- | ------------------- | ------------------------------ |
| 809–830  | Aschot I., König    | Sohn Adarnases III.            |
| 830–876  | Bagrat I. Kuropalat | 842 Fürst von Kartlien-Iberien |
| 876–881  | David I.            |                                |
| 881–891  | Gurgen I. von Tao   | (andere Linie)                 |

### Die Eristawt der Eristawis (Großherzöge) des Oberen Tao
| Amtszeit                                        | Name                            | Bemerkung                                     |
| ----------------------------------------------- | ------------------------------- | --------------------------------------------- |
| 830–941 1. Linie                                |                                 |                                               |
| 830–nach 867                                    | Adarnase II. der Ältere         | Sohn Aschots I. (gestorben zwischen 867/881)  |
| vor 881–891                                     | Gurgen I.                       | wird Kuropalat von Kartlien-Iberien (881–891) |
| 891–896                                         | Adarnase III.                   |                                               |
| 891–918                                         | Aschot II.                      |                                               |
| 918–941                                         | Gurgen II. der Große            |                                               |
| 941–1000 2. Linie                               |                                 |                                               |
| 941–954                                         | Aschot IV. (II.) Kuropalat      | Sohn König Adarnases IV.                      |
| 954–961                                         | Adarnase V. Kuropalat (958/61)  |                                               |
| 961–966                                         | Bagrat I. Eristav der Eristavis | ältester Bruder Davids III.                   |
| 961–1000                                        | David III. der Große Magistros  | ab 989 Kuropalat                              |
| 1000 Tao wird vom byzantinischen Kaiser besetzt |                                 |                                               |

### Könige (Bagrationi-Dynastie)
| Amtszeit  | Name                             | Bemerkung                                                     |
| --------- | -------------------------------- | ------------------------------------------------------------- |
| 888–923   | Adarnase IV.                     | König-Kuropalat (891)                                         |
| 923–937   | David II.                        | König                                                         |
| 923–954   | Aschot II.                       | Kuropalat (kein König) erbt 941 Tao-Klardschetien             |
| 923–945   | Bagrat I.                        | 923 Magistros, 937 König                                      |
| 945–961   | Adarnase V.                      | 945 Magistros, 958 Kuropalat                                  |
| 961–1000  | David III. Magistros             | 989 Kuropalat                                                 |
| 923–958   | Sumbat I.                        | 923 Anthypatrikios, König 945, 954 Kuropalat                  |
| 958–994   | Bagrat II.                       |                                                               |
| 994–1008  | Gurgen                           |                                                               |
| 1008–1014 | Bagrat III.                      | seit 978 König von Abchasien                                  |
| 1014–1027 | Giorgi I.                        |                                                               |
| 1027–1072 | Bagrat IV.                       |                                                               |
| 1072–1089 | Giorgi II.                       |                                                               |
| 1089–1125 | Dawit IV. der Erbauer            |                                                               |
| 1125–1156 | Dimitri I.                       |                                                               |
| 1155      | David V.                         |                                                               |
| 1156–1184 | Giorgi III.                      |                                                               |
| 1184–1213 | Tamar                            | ab 1178 Mitregentin                                           |
| 1213–1223 | Giorgi IV. Lascha                |                                                               |
| 1223–1245 | Rusudan                          |                                                               |
| 1243–1259 | David VI. Narin                  | geht 1259 nach Westgeorgien (Kutaissi), regiert dort bis 1293 |
| 1246–1270 | David VII. Ulu                   | 1259 nur noch König von Ostgeorgien (Tiflis)                  |
| 1270–1289 | Dimitri II. der Selbstaufopferer |                                                               |
| 1289–1292 | Wachtang II.                     |                                                               |
| 1292–1297 | David VIII.                      | behauptet sich bis 1311 als Gegenkönig gegen die Mongolen     |
| 1297–1298 | Giorgi V. der Strahlende         | 1. Regierung                                                  |
| 1298–1308 | Wachtang III.                    |                                                               |
| 1310–1314 | Giorgi VI. der Kleine            |                                                               |
| 1314–1346 | Giorgi V. der Strahlende         | 2. Regierung → 1330 Wiedervereinigung Georgiens               |
| 1346–1360 | David IX.                        |                                                               |
| 1360–1395 | Bagrat V.                        |                                                               |
| 1395–1405 | Giorgi VII.                      |                                                               |
| 1405–1412 | Konstantin I.                    |                                                               |
| 1412–1442 | Alexandre I. der Große           |                                                               |
| 1442–1446 | Wachtang IV.                     |                                                               |
| 1446–1465 | Giorgi VIII.                     | wird König von Kachetien als Giorgi I. (1466–1476)            |
| 1465–1478 | Bagrat VI.                       |                                                               |
| 1478–1505 | Konstantin II.                   | 1491 nur noch König von Kartlien                              |

### 1490/91 offizielle Teilung des Königreiches inKartlien,ImeretienundKachetien

#### Könige von Kartlien (Bagrationi-Dynastie) (1505–1801)
| Amtszeit                                                      | Name                      | Bemerkung                                                 |
| ------------------------------------------------------------- | ------------------------- | --------------------------------------------------------- |
| 1505–1525                                                     | David X.                  | 1513/20 Besetzung Kachetiens                              |
| 1525–1535                                                     | Giorgi IX.                |                                                           |
| 1535–1558                                                     | Luarsab I.                |                                                           |
| 1558–1569                                                     | Simon I.                  | 1. Regierung                                              |
| 1569–1578                                                     | David XI.                 | (=Daud Khan)                                              |
| 1578–1600                                                     | Simon I.                  | 2. Regierung                                              |
| 1600–1605                                                     | Giorgi X.                 |                                                           |
| 1605–1616                                                     | Luarsab II.               |                                                           |
| 1616–1619                                                     | Bagrat VII.               |                                                           |
| 1619–1629                                                     | Simon II.                 |                                                           |
| 1629–1634                                                     | Teimuras I. von Kachetien |                                                           |
| 1634–1658                                                     | Rostom                    |                                                           |
| 1658–1675                                                     | Wachtang V.               |                                                           |
| 1675–1688                                                     | Giorgi XI.                | 1. Regierung                                              |
| 1688–1703                                                     | Erakle I.                 |                                                           |
| 1703–1709                                                     | Giorgi XI.                | 2. Regierung persischer Gouverneur von Kandahar (1703/09) |
| 1709–1711                                                     | Kaichosro                 | persischer Gouverneur von Kandahar (1709/11)              |
| 1711–1714                                                     | Wachtang VI.              | 1. Regierung bereits (1703/11) Statthalter Georgiens      |
| 1714–1716                                                     | Iese                      |                                                           |
| 1717–1719                                                     | Bakar                     |                                                           |
| 1719–1724                                                     | Wachtang VI.              | 2. Regierung verlässt 1724 das Land                       |
| 1724–1735 türkische Besetzung des Landes (1724/44 kein König) |                           |                                                           |
| 1724–1727                                                     | Iese                      | Statthalter                                               |
| persische Besetzung des Landes                                |                           |                                                           |
| 1744–1762                                                     | Teimuras II.              |                                                           |
| 1762–1798                                                     | Irakli II.                | seit 1744 König von Kachetien                             |
| 1798–1801                                                     | Giorgi XII.               |                                                           |

#### Könige vonKachetien(Bagrationi-Dynastie) (1466–1801)
| Amtszeit                                                     | Name                | Bemerkung                                                   |
| ------------------------------------------------------------ | ------------------- | ----------------------------------------------------------- |
| 1466–1476                                                    | Giorgi I.           |                                                             |
| 1476–1511                                                    | Alexander I.        |                                                             |
| 1511–1513                                                    | Giorgi II. der Böse |                                                             |
| 1513–1520 Besetzung des Landes durch das Königreich Kartlien |                     |                                                             |
| 1520–1574                                                    | Lewan I.            |                                                             |
| 1574–1603                                                    | Alexander II.       | 1. Regierung                                                |
| 1603                                                         | David I.            | unterbricht kurz die Regierung seines Vaters                |
| 1603–1605                                                    | Alexander II.       | 2. Regierung                                                |
| 1605                                                         | Konstantin I.       |                                                             |
| 1605–1614                                                    | Teimuras I.         | 1. Regierung                                                |
| 1614–1615                                                    | 'Isa Khan           | persischer Gouverneur Enkel König Alexanders II.            |
| 1615–1616                                                    | Teimuras I.         | 2. Regierung                                                |
| 1616                                                         | 'Ali Quli Khan      | persischer Gouverneur                                       |
| 1616–1623                                                    | Peykar Khan         | persischer Gouverneur                                       |
| 1623–1633                                                    | Teimuras I.         | 3. Regierung                                                |
| 1633–1636                                                    | Selim Khan          | persischer Gouverneur                                       |
| 1636–1648                                                    | Taimuras I.         | 4. Regierung                                                |
| 1648–1656                                                    | Rustam von Kartli   | gleichzeitig König von Kachetien                            |
| 1656–1664 persische Gouverneure verwalten direkt das Land    |                     |                                                             |
| 1664–1675                                                    | Artschil II.        | Sohn König Wachtangs V. von Kartlien                        |
| 1675–1676                                                    | Irakli I.           | König von Kartli (1688–1703)                                |
| 1676–1703 persische Gouverneure verwalten direkt das Land    |                     |                                                             |
| 1703–1722                                                    | David II.           |                                                             |
| 1722–1729                                                    | Konstantin II.      | 1732 ermordet                                               |
| 1729–1736                                                    | Teimuras II.        | 1. Regierung                                                |
| 1736–1738                                                    | Alexander III.      | (Ali Mirza)                                                 |
| 1738–1744                                                    | Taimuras II.        | 2. Regierung                                                |
| 1744–1798                                                    | Irakli II.          | wird 1762 König von Kartlien, damit ist Ostgeorgien vereint |
| 1798–1801                                                    | Giorgi III. (XII.)  |                                                             |

##### Die persischen Gouverneure in Kachetien (1648–1703)
| Amtszeit  | Name             | Bemerkung                         |
| --------- | ---------------- | --------------------------------- |
| 1648–1659 | Selim Khan       |                                   |
| 1659–1665 | Murtaz 'Ali Khan |                                   |
| 1665–1675 | Schahnawaz-Khan  | (=König Wachtang V. von Kartlien) |
| 1675–1683 | Bezan Khan       |                                   |
| 1683–1688 | Fulan Khan       |                                   |
| 1688–1695 | Abbas-Quli-Khan  |                                   |
| 1695–1703 | Qalb 'Ali Khan   |                                   |

#### Könige von Imeretien (Westgeorgien) (Bagrationi-Dynastien) (1259–1810)
| Amtszeit                            | Name                            | Bemerkung                                                                                                 |
| ----------------------------------- | ------------------------------- | --- |
| 1259–1293                           | David I. Narin                  | |
| 1293–1327                           | Konstantin I.                   | |
| 1327–1329                           | Michael I.                      | |
| 1329–1372                           | Bagrat I. der Kleine            | ab 1330 nur noch Fürst                                                                                    |
| 1372–1389                           | Alexander I.                    | nimmt 1387 den Königstitel wieder an                                                                      |
| 1389–1395                           | Giorgi I.                       | König |
| 1395–1401                           | Konstantin II.                  | |
| 1401–1455                           | Demetre I.                      | Fürst -> letzter männlicher Nachkomme David Narins                                                        |
| 1455–1478                           | Bagrat II.                      | Enkel Konstantins I. von Georgien und Demetres von Imeretiens als Bagrat VI. König von Georgien 1465–1478 |
| 1478–1510                           | Alexander II.                   | |
| 1510–1565                           | Bagrat III.                     | |
| 1565–1585                           | Giorgi II.                      | |
| 1585–1588                           | Lewan I.                        | |
| 1588–1589                           | Rostom I.                       | |
| 1589–1590                           | Bagrat IV.                      | |
| 1590–1605                           | Rostom I.                       | |
| 1605–1639                           | Giorgi III.                     | |
| 1639–1660                           | Alexander III.                  | |
| 1660                                | Bagrat V.                       | 1. Regierung                                                                                              |
| 1660–1661                           | Wachtang I. Tschutschunaschwili | 1. Regierung                                                                                              |
| 1661                                | Wamiq Dadiani von Mingrelien    | |
| 1661–1663                           | Artschil                        | 1. Regierung                                                                                              |
| 1663–1664                           | Dimitri Guriel                  | |
| 1664–1668                           | Bagrat V.                       | 2. Regierung                                                                                              |
| 1668                                | Wachtang I. Tschutschunaschwili | 2. Regierung                                                                                              |
| 1668–1678                           | Bagrat V.                       | 3. Regierung                                                                                              |
| 1678–1679                           | Artschil                        | 2. Regierung                                                                                              |
| 1679–1681                           | Bagrat V.                       | 4. Regierung                                                                                              |
| 1681–1683                           | Giorgi IV. von Gurien           | |
| 1683–1690                           | Alexander IV.                   | 1. Regierung                                                                                              |
| 1690–1691                           | Artschil                        | 3. Regierung                                                                                              |
| 1691–1695                           | Alexander IV.                   | 2. Regierung                                                                                              |
| 1695–1696                           | Artschil                        | 4. Regierung                                                                                              |
| 1696–1698                           | Giorgi V. Gotschia              | |
| 1698–1699                           | Artschil                        | 5. Regierung                                                                                              |
| 1699–1700                           | Simon                           | |
| 1701–1702                           | Mamia Gurieli                   | |
| 1702–1707                           | Giorgi VI. Abaschidze           | |
| 1707–1711                           | Giorgi VII.                     | 1. Regierung                                                                                              |
| 1711                                | Mamia (III.) von Gurien         | 1. Regierung                                                                                              |
| 1711–1713                           | Giorgi VII.                     | 2. Regierung                                                                                              |
| 1713                                | Mamia (III.) von Gurien         | 2. Regierung                                                                                              |
| 1713–1716                           | Giorgi VII.                     | 3. Regierung                                                                                              |
| 1716                                | Giorgi VIII. Guriel             | |
| 1716–1720                           | Giorgi VII.                     | 4. Regierung                                                                                              |
| 1720–1751                           | Alexander V.                    | |
| 1751                                | Giorgi IX.                      | |
| 1751–1765                           | Solomon I.                      | 1. Regierung                                                                                              |
| 1765–1768                           | Teimuras I.                     | |
| 1768–1784                           | Solomon I.                      | 2. Regierung                                                                                              |
| 1784–1792                           | David II.                       | |
| 1792–1810                           | Solomon II.                     | |
| 1810 Westgeorgien fällt an Russland |                                 | |

## Georgien im Russischen Reich (1801–1918)

### Gouverneure
| Amtszeit  | Name                                                      | Bemerkung                             |
| --------- | --------------------------------------------------------- | ------------------------------------- |
| 1801–1803 | Baron Carl Heinrich von Knorring                          |                                       |
| 1803–1806 | Prinz Pawel Dmitrijewitsch Zizianow                       |                                       |
| 1806–1809 | Graf Iwan Wassiljewitsch Gudowitsch                       |                                       |
| 1809–1811 | Alexander Petrowitsch Tormassow                           | 1810 fällt auch Imeretien an Russland |
| 1811–1812 | Marquese Filippo Paulucci                                 |                                       |
| 1812–1817 | Nikolai Fjodorowitsch Rtischtschew                        |                                       |
| 1817–1827 | Alexei Petrowitsch Jermolow                               |                                       |
| 1827–1830 | Graf Iwan Fjodorowitsch Paskewitsch Paskewitsch-Eriwanski |                                       |
| 1830–1837 | Grigori Wladimirowitsch Rosen                             |                                       |
| 1837–1842 | Jewgeni Alexandrowitsch Golowin                           |                                       |
| 1842–1844 | Alexander Iwanowitsch Neidhart                            |                                       |

### Vizekönige (1844–1882)
| Amtszeit  | Name                                     | Bemerkung |
| --------- | ---------------------------------------- | --------- |
| 1844–1854 | Fürst Michail Semjonowitsch Woronzow     |           |
| 1854–1856 | Nikolai Nikolajewitsch Murawjow          |           |
| 1856–1862 | Fürst Alexander Iwanowitsch Barjatinski  |           |
| 1862–1882 | Großfürst Michail Nikolajewitsch Romanow |           |

### Generalgouverneure und Oberbefehlshaber des Kaukasus (1882–1905)
| Amtszeit  | Name                                             | Bemerkung |
| --------- | ------------------------------------------------ | --------- |
| 1882–1890 | Fürst Alexander Michailowitsch Dondukow-Korsakow |           |
| 1890–1896 | Sergei Alexandrowitsch Scheremetew               |           |
| 1896–1904 | Fürst Grigori Sergejewitsch Golizyn              |           |
| 1904–1905 | Jakow Dmitrijewitsch Malama                      |           |

### Vizekönige (1905–1917)
| Amtszeit  | Name                                                   | Bemerkung |
| --------- | ------------------------------------------------------ | --------- |
| 1905–1915 | Generaladjutant Illarion Iwanowitsch Woronzow-Daschkow |           |
| 1915–1917 | Großfürst Nikolai Nikolajewitsch Romanow               |           |

## Die erste Republik (1918–1921)

### Staatsoberhäupter
| Amtszeit  | Name                   | Bemerkung                                         |
| --------- | ---------------------- | ------------------------------------------------- |
| 1917–1918 | Jewgenij Gegentschkori | Transkaukasische Föderation                       |
| 1918–1918 | Akaki I. Tschchenkeli  | Transkaukasische Demokratisch Föderative Republik |
| 1918–1921 | Noe Schordania         | Premierminister                                   |

## Georgien in der Sowjetunion (1921–1991)

### Erste Sekretäre der Kommunistischen Partei der Georgischen SSR
| Amtszeit  | Name                     | Bemerkung |
| --------- | ------------------------ | --------- |
| 1922–1924 | Bessarion Lominadse      |           |
| 1924–1930 | Lawrenti Kartwelischwili |           |
| 1930–1930 | Lewan Ghoghoberidse      |           |
| 1930–1931 | Samson Mamulia           |           |
| 1931–1938 | Lawrenti Beria           |           |
| 1938–1952 | Kandid Tscharkwiani      |           |
| 1952–1953 | Akaki Mgeladse           |           |
| 1953–1953 | Aleksandre Mirzchulawa   |           |
| 1953–1972 | Wassil Mschawanadse      |           |
| 1972–1985 | Eduard Schewardnadse     |           |
| 1985–1989 | Dschumber Patiaschwili   |           |
| 1989–1990 | Giwi Gumbaridse          |           |
| 1990–1991 | Awtandil Margiani        |           |
| 1991–1991 | Dschemal Mikeladse       |           |

### Vorsitzende des Präsidiums des Obersten Sowjets der Georgischen SSR
| Amtszeit  | Name                        | Bemerkung |
| --------- | --------------------------- | --------- |
| 1938–1941 | Pilipe Macharadse           |           |
| 1942–1948 | Giorgi Sturua               |           |
| 1948–1952 | Wassil Gogua                |           |
| 1952–1953 | Sachari Tschchubianischwili |           |
| 1953–1953 | Wladimir Zchowrebaschwili   |           |
| 1953–1959 | Miron Tschubinidse          |           |
| 1959–1975 | Giorgi Dsozenidse           |           |
| 1976–1989 | Pawle Gilschwili            |           |
| 1989–1989 | Otar Tscherkesia            |           |
| 1989–1990 | Giwi Gumbaridse             |           |
| 1990–1991 | Swiad Gamsachurdia          |           |

## Die zweite Republik (ab 1991)

### Präsident
| Amtszeit  | Name               | Bemerkung |
| --------- | ------------------ | --------- |
| 1991–1992 | Swiad Gamsachurdia |           |

### Staatsratsvorsitzende
| Amtszeit  | Name                                | Bemerkung |
| --------- | ----------------------------------- | --------- |
| 1992–1992 | Dschaba Iosseliani, Tengis Kitowani |           |
| 1992–1995 | Eduard Schewardnadse                |           |

### Präsidenten
| Amtszeit                  | Name                   | Bemerkung |
| ------------------------- | ---------------------- | --- |
| 1995–2003                 | Eduard Schewardnadse   | |
| 2003–2004                 | Nino Burdschanadse     | interim |
| 2004–2007                 | Micheil Saakaschwili   | |
| November 2007–Januar 2008 | Nino Burdschanadse     | interim |
| 2008–2013                 | Micheil Saakaschwili   | |
| 2013–2018                 | Giorgi Margwelaschwili | |
| 2018–                     | Salome Surabischwili   | Amtsperiode zur Synchronisation mit den Parlamentswahlen einmalig auf 6 Jahre verlängert                                            |
| 2024–                     | Micheil Qawelaschwili  | Nach Verfassungsänderung erstmals durch Wahlversammlung statt direkt gewählt, Legalität wegen vorausgehenden Wahlbetrugs umstritten |

Afghanistan |
Armenien |
Aserbaidschan |
Bahrain |
Bangladesch |
Bhutan |
Brunei |
China, Rep. (Taiwan) |
China, Volksrep. |
Georgien |
Indien |
Indonesien |
Irak |
Iran |
Israel |
Japan |
Jemen |
Jordanien |
Kambodscha |
Kasachstan |
Katar |
Kirgisistan |
Korea, Dem.Rep. (Nordkorea) |
Korea, Rep. (Südkorea) |
Kuwait |
Laos |
Libanon |
Malaysia |
Malediven |
Mongolei |
Myanmar |
Nepal |
Oman |
Pakistan |
Philippinen |
Russland |
Saudi-Arabien |
Singapur |
Sri Lanka |
Syrien |
Tadschikistan |
Timor-Leste (Osttimor) |
Thailand |
Turkmenistan |
Türkei |
Usbekistan |
Vereinigte Arabische Emirate |
Vietnam |
Zypern